# 費爾蘭德·蒙特納哥
費爾蘭德·蒙特納哥（葡萄牙語：Fernanda Montenegro，1929年10月16日—）是巴西女演員。1998年，她因為演出《中央車站》獲得柏林影展最佳女演員銀熊獎，隨後並在美國入圍與獲得多個獎項，包括入圍奧斯卡最佳女主角獎與金球獎最佳戲劇類電影女主角。

## 電影作品

Fernanda Montenegro, 1967.

- 1985年:《星光時刻（葡萄牙語：A Hora da Estrela (filme)）》(A Hora da Estrela)
- 1997年:《慾望流沙》(O Que É Isso, Companheiro?)
- 1998年:《中央車站》(Central do Brasil)
- 2005年:《慾望流沙》(Casa de Areia)
- 2014年:《里約，我愛你》(Rio, Eu Te Amo)
- 2019年: 《看不见的女人（英语：The Invisible Life of Eurídice Gusmão）》(A Vida Invisível de Eurídice Gusmão)
- 2024年:《我仍在此》（Ainda Estou Aqui）

## 外部連結
- 費爾蘭德·蒙特納哥在互联网电影资料库（IMDb）上的資料（英文）